# Salah Al Budair
 (novembre 2017).
Si vous disposez d'ouvrages ou d'articles de référence ou si vous connaissez des sites web de qualité traitant du thème abordé ici, merci de compléter l'article en donnant les références utiles à sa vérifiabilité et en les liant à la section « Notes et références ».
Salah Al Budair (صلاح البدير), de son nom complet Salah Ibn Mohammed Al Budair, est un conteur et imam saoudien né à Al-Hufuf où il a grandi et étudié. Il est l'imam permanent de la mosquée du Prophète.
Actuellement, il vit à Médine.

## Biographie
Il est né à Houfouf le 7 janvier 1970 (1389 du calendrier musulman) et issu de la tribu de Bani Tamim. Il est devenu un imam à l'âge de 15 ans. En 1985, il dirigea sa première prière aux côtés de son professeur, le cheikh Ahmed As-Salmy. Il a eu son baccalauréat en droit islamique à Université Mohammed Ibn Saoud. Il a également étudié à l'Institut d'enseignement supérieur dans la magistrature.
Il est juge à la cour d'appel de la Médine. Il présente des conférences concernant la religion.
Il est actuellement[Quand ?] l'imam de la mosquée du Prophète.

## Vie privée
Il est le fils aîné de sa famille. Il a un frère plus jeune, le cheikh Nabeel.